# スヴャトゴール (航空機)

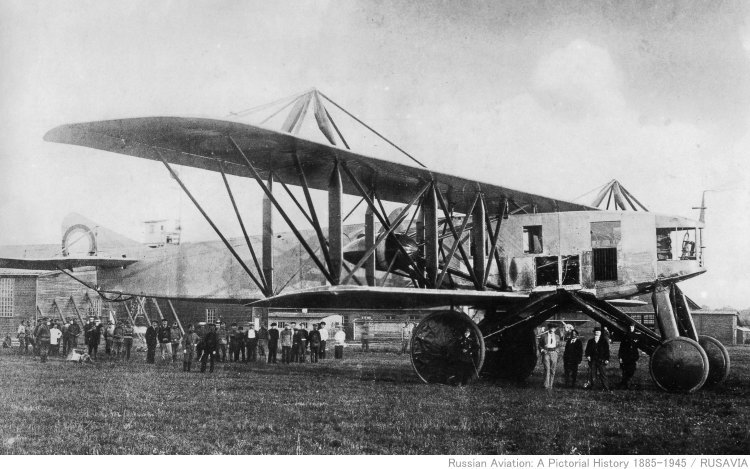
Svyatogor

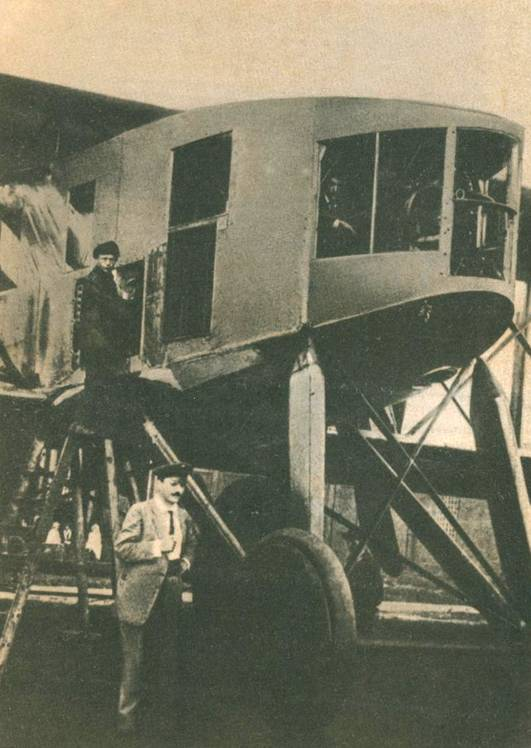
Svyatogor

スヴャトゴール（ロシア語表記：Святого́р、英語転記 Svyatogor）は1916年にロシアのワシリー・スレサレフ（Vasily Andrianovič Slesarjev、Василий Андрианович Слесарев、1884年 - 1921年）によって開発された巨人機である。神話の巨人の名前から名づけられた。
サンクトペテルブルク工科大学の空気力学の教授であったワシリー・スレサレフによって設計された。1913年に開発が始められた。木製羽布張りの翼と胴体を持ち、2つの直径6mのプロペラで推進される設計であった。異常に大きい1.5mの前輪と、2mの後輪が取り付けられた。エンジンは胴体の中に置かれた。
多くの人々の興味をひいたが第一次世界大戦が始まる前に資金を得ることはできなかった。E.M.Malynskyによって100,000ルーブルの資金が与えられ、1914年12月から製作が始められた。適当なエンジンが得られなかったので、ツェッペリンから降ろされた物の取り付けが試みられた。その結果がうまくいかなかったため、フランスから220馬力のエンジンを入手する契約を結んだ。エンジンは1916年1月に到着した。資金は不足していたが、設計の改修は続けられた。動力伝達の問題と1921年のワシリー・スレサレフの死によってプロジェクトは中止された。

## 要目
- 乗員：3名
- 全長：21.0m
- 翼幅：36.0m
- 翼面積：180m2
- 自重：3,200kg
- 最大離陸重量：6,500kg
- エンジン：ルノーエンジン×2 各200hp